# حرامية (حيوان)
الحرامية (الاسم العلمي: Haramiya) هو جنس من ثدييات الشكل المنقرضة ذو صلة معدومة أو شبه عرقية إلى اللانابيات من حقبة الحياة الوسطى. تم العثور على أسنان وجمجمة الحرامية فقط وانطلاقا من هذه تم بناء تصور لها كمخلوق من 12 سم مع تشابه مع الأرفيكولاوات الحديثة. يُفترض أنها تغذت على أوراق السراخس حيث كان لديها أسنان عريضة لسحق الطعام ممن الخضروات القاسية.